# Río Verde (Jalisco)
Pour les articles homonymes, voir Rio Verde.
Le río Verde (qui signifie « rivière verte » en espagnol) est une rivière mexicaine affluent du río Grande de Santiago.
Le río Verde prend sa source dans l'État d'Aguascalientes sous le nom de río San Pedro et traverse plusieurs municipalités de l'État de Jalisco.

## Hydronyme
La rivière s'appelle río San Pedro en aval d'Aguascalientes et río Verde au Jalisco[réf. souhaitée]. 

## Barrage
La construction du barrage d'El Purgatorio qui devait s'achever fin 2018[Passage à actualiser] sur le rio Verde près de sa confluence avec le rio Grande de Santiago, doit fournir de l’eau potable à la région métropolitaine de Guadalajara. 